# Colin Forbes
Colin Forbes är en pseudonym för den brittiske thrillerförfattaren Raymond Harold Sawkins, född 24 juli 1923 i Hampstead i London, död 23 augusti 2006 i London.
Han har skrivit över 40 böcker som vissa har blivit översatta till omkring 30 olika språk. Hans mest kända karaktär är Tweed som är chef över SIS (Secret Intelligence Service). Hans sista bok, The Savage Gorge, publicerades postumt i november 2006.
Tidigare i sin karriär skrev han även under fler pseudonymer som Richard Raine och Jay Bernard. Han tyckte om att resa utomlands och hans böcker utspelas ofta i flera olika länder. Flera av hans böcker utspelas i Sverige och övriga Skandinavien.
Endast en av hans böcker har filmatiserats, Lavinexpressen, med Lee Marvin i huvudrollen.

### Tweed-serien
- 1982 - Double Jeopardy
  - Dubbel fara (1984)
- 1984 - Terminal
  - Dödskliniken (1988)
- 1985 - Cover Story
  - Täckmantel (1986)
- 1987 - The Janus Man
  - Mannen med Janusansiktet (1987)
- 1988 - Deadlock
  - Lockfågeln (1989)
- 1989 - The Greek Key
  - Den grekiska nyckeln (1990)
- 1990 - Shock Wave
  - Chockvågen (1991)
- 1991 - Whirlpool
  - Häxdansen (1992)
- 1992 - Cross of Fire
  - Eldkorset (1993)
- 1992 - By Stealth
  - Smygaren (1994)
- 1994 - The Power
  - Ondskans makt (1995)
- 1995 - The Fury
  - Vreden (1996)
- 1995 - Precipice
  - Avgrunden (1997)
- 1997 - The Cauldron
  - Katastroflarm (1998)
- 1997 - The Sisterhood
  - Systerskapet (1999)
- 1998 - This United State
  - England i dödlig fara (2000)
- 1999 - Sinister Tide
  - Dödligt tidvatten (2001)
- 2000 - Rhinoceros
  - Noshörningen (2002)
- 2001 - The Vorpal Blade
  - Bödelsyxan (2003)
- 2002 - The Cell
  - Attentatet (översättning Jan Malmsjö, Forum, 2004)
- 2003 - No Mercy
  - Utan nåd (översättning Gabriel Setterborg, Forum, 2005)
- 2004 - Blood Storm
  - Psykopaten (översättning Gabriel Setterborg, Forum, 2006)
- 2005 - The Main Chance
  - Läckan (översättning Gabriel Setterborg, Forum, 2007)
- 2006 - The Savage Gorge
  - Djävulsklyftan (översättning Gabriel Setterborg, Forum, 2008)

### Under andra namn
Dessa böcker har utgetts under andra namn än Colin Forbes:
- 1966 - Snow on High Ground (som Raymond Sawkins)
- 1967 - Snow in Paradise (som Raymond Sawkins)
- 1967 - A Wreath for America (som Richard Raine)
- 1968 - Snow Along the Border (som Raymond Sawkins)
- 1969 - Night of the Hawk (som Richard Raine)
- 1969 - Bombshell (som Richard Raine)
- 1970 - The Burning Fuse (som Jay Bernard)
- 1979 - The Heavens Above Us (som Harold English)

## Fotnoter
1. 1 2  Babelio, Babelio författar-ID: 148997, läst: 9 oktober 2017.[källa från Wikidata]
2. ↑  Gemeinsame Normdatei, läst: 19 december 2014.[källa från Wikidata]
3. ↑  läs online, www.timesonline.co.uk  .[källa från Wikidata]
4. ↑  Gemeinsame Normdatei, Deutsche Nationalbibliotheks katalog-id-nummer: 1245169557749153-1, läst: 13 augusti 2015.[källa från Wikidata]